# Fürst János
Fürst János (Budapest, 1935. augusztus 8. – Párizs, 2007. január 3.) magyar karmester és hegedűművész

## Élete, munkássága
A Liszt Ferenc Zeneművészeti Főiskolán tanult hegedű szakon, majd 1956-ban külföldre távozott, és tanulmányait Párizsban, majd Brüsszelben folytatta. 1958-ban az Ír Nemzeti Szimfonikus Zenekar koncertmestere lett. 1963-ban megalapította az Ír Kamarazenekart, és ettől kezdve pályája fokozatosan a dirigálás felé fordult. A belfasti Ulster Orchestra megalapításakor annak koncertmestere, majd 1971-től karmester-asszisztense lett; ekkor fejezte be hegedűművészi pályafutását.
1974-től vezető karmester, illetve zeneigazgató volt Malmőben, Aalborgban, Dublinban és Winterthurban. Hosszú ideig a Helsinki Filharmonikus Zenekar állandó vendégkarmestere volt. Vezényelte a brit főváros legnagyobb zenekarait, beleértve a Londoni Szimfonikus Zenekart és a Royal Filharmonikus Zenekart, Európán kívül vendégszerepelt Izrael, Kína, Észak- és Dél-Amerika, Ausztrália és Új-Zéland koncertpódiumain. Minden zenei műfajban otthonosan mozgott, 1981-től 1990-ig a Marseillei Opera zeneigazgatója volt, vendégszerepelt több jelentős operaházban, többek között a Covent Gardenben, a Skót Operában, a Svéd Királyi Operában és a Magyar Állami Operaházban.
Életének utolsó évtizedét elsősorban a tanításnak szentelte. 1997-től a Párizsi Conservatoire karmesterképzőjének professzora volt és számos mesterkurzust vezetett több kontinensen, tanítványai komoly díjakat nyertek jelentős versenyeken. 2002-től haláláig a Szegedi Szimfonikus Zenekar művészeti vezetője volt, ebben az időszakban újra aktív szereplőjévé vált a magyar zenei életnek. 2007. január 3-án Párizsban hunyt el.

## Fordítás
- Ez a szócikk részben vagy egészben  a   János Fürst című angol Wikipédia-szócikk fordításán alapul.  Az eredeti cikk szerkesztőit annak laptörténete sorolja fel. Ez a jelzés csupán a megfogalmazás eredetét és a szerzői jogokat jelzi, nem szolgál a cikkben szereplő információk forrásmegjelöléseként.

## Külső hivatkozások
- Fürst János életrajza a Szegedi Szimfonikus Zenekar honlapján